# Tropodiaptomus worthingtoni
Tropodiaptomus worthingtoni là một loài giáp xác trong họ Diaptomidae.